# Metropolitana di Kawasaki
La ferrovia rapida longitudinale di Kawasaki (川崎縦貫高速鉄道?, Kawasaki jūkan kōsoku tetsudō) era una linea di metropolitana proposta nella città di Kawasaki che avrebbe dovuto collegare le stazioni di Shin-Yurigaoka e di Musashi-Kosugi per estendersi in un secondo tempo alla stazione di Kawasaki. Lo scopo della linea sarebbe stato quello di unire i distretti occidentali con quelli meridionali della città, attualmente privi di collegamento su ferro. La linea è anche nota come metropolitana comunale di Kawasaki (川崎市営地下鉄?, Kawasaki shiei chikatetsu).

## Storia
L'idea di sviluppare una metropolitana nella città di Kawasaki nacque negli anni '60 e nel luglio 1966  il Ministero dei trasporti (ora Ministero del territorio, delle infrastrutture e dei trasporti) progettò di costruire una linea della metropolitana tra le stazioni di Sangyō-Dōro e Yurigaoka.
Nel 1985, il ministero cambiò il piano per utilizzare la servitù di passaggio della linea Musashino Sud esistente, convertendola da una linea solo merci a una linea solo passeggeri. Tuttavia, l'operatore della linea, Ferrovie Nazionali Giapponesi, non era favorevole al piano a causa dell'importanza della linea per il trasporto merci, soprattutto perché la Linea Nambu solo passeggeri era già operativa nelle vicinanze, il piano fu quindi sospeso.
Nel 2001, il ministero annunciò i piani per costruire la linea tra le stazioni di Shin-Yurigaoka e Kawasaki, cancellando il segmento orientale verso Sangyō-Dōro presente nel piano del 1966. Invece, la linea avrebbe avuto un servizio di collegamento sulla linea Keikyū Daishi. Il governo della città di Kawasaki divise quindi il piano del 2001 in due segmenti: il segmento tra Shin-Yurigaoka e Motosumiyoshi da costruire per primo, e il segmento tra Motosumiyoshi e Kawasaki da estendere in seguito.
Tuttavia, nel 2003, a causa della debole economia giapponese, il governo della città ha posticipato la costruzione della metropolitana di cinque anni. Nel 2005, hanno cambiato il percorso della linea per passare attraverso Musashi-Kosugi anziché Motosumiyoshi, per migliorare il potenziale di entrate della linea.
A seguito di uno studio di fattibilità del 2013 si è tuttavia deciso di sospendere il progetto della linea.
Il 16 luglio 2015, è stata annunciata la sospensione del progetto e nel marzo 2018 è stato deciso di abolirlo durante la revisione intermedia del piano globale dei trasporti urbani.

## Caratteristiche della linea
- Lunghezza: 16,7 km (Shin-Yurigaoka – Musashi-Kosugi)
- Stazioni: 11
- Scartamento: 1067 mm
- Binari: doppi
- Elettrificazione: 1500 V CC

## Stazioni
- Tutte le stazioni si trovano a Kawasaki
- Il Servizio espresso fermerà alle stazioni indicate da "●" e salterà quelle indicate da "|". Tutti gli altri servizi fermeranno a tutte le stazioni.

| Stazione                               | Giapponese | Distanza   | Distanza | Espresso | Collegamenti                                                                           | Posizione   |
| Stazione                               | Giapponese | Interstaz. | Totale   | Espresso | Collegamenti                                                                           | Posizione   |
| -------------------------------------- | ---------- | ---------- | -------- | -------- | -------------------------------------------------------------------------------------- | ----------- |
| Servizio diretto via linea Odakyū Tama |            |            |          |          |                                                                                        |             |
| Shin-Yurigaoka                         | 新百合ヶ丘 | -          | 0.0      | ●        | Linea Odakyū Odawara Linea Odakyū Tama (servizio diretto)                              | Asao-ku     |
| Nagasawa                               | 長沢       | 2.7        | 2.7      | ｜       |                                                                                        | Tama-ku     |
| Idaimae                                | 医大前     | 1.4        | 4.1      | ｜       |                                                                                        | Tama-ku     |
| Zōshiki                                | 蔵敷       | 1.0        | 5.1      | ｜       |                                                                                        | Miyamae-ku  |
| Inukura                                | 犬蔵       | 1.6        | 6.7      | ｜       |                                                                                        | Miyamae-ku  |
| Miyamaedaira                           | 宮前平     | 1.6        | 8.3      | ●        | Linea Tōkyū Den-en-toshi                                                               | Miyamae-ku  |
| Nogawa                                 | 野川       | 1.6        | 9.9      | ｜       |                                                                                        | Miyamae-ku  |
| Hisasue                                | 久末       | 2.1        | 12.0     | ｜       |                                                                                        | Takatsu-ku  |
| Shibokuchi                             | 子母口     | 1.3        | 13.3     | ｜       |                                                                                        | Takatsu-ku  |
| Todoroki-Ryokuchi                      | 等々力緑地 | 1.9        | 15.2     | ｜       |                                                                                        | Nakahara-ku |
| Musashi-Kosugi                         | 武蔵小杉   | 1.5        | 16.7     | ●        | Linea Nambu Linea Yokosuka Linea Shōnan-Shinjuku Linea Tōkyū Tōyoko Linea Tōkyū Meguro | Nakahara-ku |